# Nadia Barentin
Pour les articles homonymes, voir Barentin (homonymie).
Nadia Barentin, de son vrai nom Marthe-Jeanne Barentin, est une comédienne française, née le 17 octobre 1936 dans le 14e arrondissement de Paris et morte le 22 mars 2011 dans le 15e arrondissement de Paris.

## Biographie
Au théâtre, elle a travaillé avec des metteurs en scène importants (Raymond Rouleau, Jean Mercure, Matthias Langhoff, etc) et interprété des grands auteurs (Bertolt Brecht, Jean-Claude Grumberg, René de Obaldia, Marcel Aymé, etc). Avec Jacques Seiler, dont elle fut la première compagne, elle a également défendu des auteurs contemporains comme Roland Dubillard, Robert Pinget, Mehdi Charef ou Philippe Minyana.
Le Syndicat de la critique dramatique lui a décerné en 1979 le prix de la meilleure comédienne pour ses interprétations dans La Maison des cœurs brisés de George Bernard Shaw et Autour de Morin de Robert Pinget.
Au cinéma, elle a souvent tourné avec des membres de l'équipe du Splendid (Josiane Balasko, Christian Clavier, Michel Blanc, Gérard Jugnot). Elle a également participé à de nombreux téléfilms et séries pour la télévision. Le grand public la connaît sous les traits de la Mère Supérieure dans la série Louis la Brocante.
Elle meurt en mars 2011, peu après le tournage du film Parlez-moi de vous. Elle est crématisée au Père-Lachaise.

## Théâtre
- 1948 : Ardèle ou la Marguerite de Jean Anouilh, mise en scène Roland Piétri, Comédie des Champs-Élysées : Marie-Christine
- 1953 : Le Songe d'une nuit d'été de William Shakespeare, mise en scène Michel Saint-Denis, Comédie de l'Est
- 1953 : On ne badine pas avec l'amour d'Alfred de Musset, mise en scène Michel Saint-Denis, Comédie de l'Est
- 1953 : Tessa, la nymphe au cœur fidèle de Jean Giraudoux, mise en scène Michel Saint-Denis, Comédie de l'Est
- 1954 : L'Épreuve de Marivaux, mise en scène Daniel Leveugle, Comédie de l'Est
- 1955 : Juge de son honneur ou l'Alcade de Zalamea de Pedro Calderón de la Barca, mise en scène Daniel Leveugle, Comédie de l'Est
- 1956 : Le Voleur d'enfants de Jules Supervielle, mise en scène Michel Saint-Denis, Comédie de l'Est
- 1959 : La Jument du roi de Jean Canolle, mise en scène Jacques Fabbri, théâtre de Paris : une dame de compagnie
- 1961-1962 : Huit femmes de Robert Thomas, mise en scène Jean Le Poulain, théâtre Édouard VII puis théâtre des Bouffes-Parisiens : Louise, la femme de chambre
- 1962 : Les Joyeuses Commères de Windsor de William Shakespeare, mise en scène Guy Lauzin, théâtre de l'Ambigu
- 1963 : Don Bertrand de Cigarral de Thomas Corneille, mise en scène Francis Morane, Festival de Barentin
- 1963 : Et jusqu'à Béthanie de Jean Giraudoux, mise en scène Raymond Rouleau, théâtre Montparnasse
- 1964 : Tim de Pol Quentin, mise en scène Jacques-Henri Duval, théâtre Édouard VII
- 1965 : Enquête à l'italienne de Jacques de La Forterie, mise en scène Daniel Crouet, théâtre Gramont
- 1965 : Le Cheval caillou de Pierre Halet, mise en scène Guy Lauzin, Comédie de Bourges
- 1965 : Pourquoi pas Vamos de Georges Conchon, mise en scène Jean Mercure, théâtre Édouard VII
- 1966 : La Promenade du dimanche de Georges Michel, mise en scène Maurice Jacquemont et Georges Michel, studio des Champs-Élysées
- 1966 : Ta femme nous trompe d'Alexandre Breffort, mise en scène Michel Vocoret, théâtre des Capucines
- 1968 : Les Hussards de Pierre-Aristide Bréal, mise en scène Jacques Fabbri, théâtre de Paris
- 1969 : Mathieu Legros de Jean-Claude Grumberg, mise en scène Jean-Paul Cisife, théâtre de la Gaîté-Montparnasse
- 1972 : Huit femmes de Robert Thomas, mise en scène Jean Le Poulain, théâtre de la Madeleine : Louise, la femme de chambre
- 1972 : Le Commerce de pain de Bertolt Brecht, mise en scène Manfred Karge et Matthias Langhoff, théâtre de la Commune
- 1972 : Les Vilains d'après Ruzzante, mise en scène Jacques Échantillon, Festival du Marais, théâtre de l'Atelier
- 1972 : Santé publique de Peter Nichols, mise en scène Jean Mercure, théâtre de la Ville
- 1973 : La Bonne Âme de Se-Tchouan de Bertolt Brecht, mise en scène Jean Mercure, théâtre de la Ville
- 1974 : Pol d'Alain Didier-Weill, mise en scène Jacques Seiler, théâtre de la Gaîté-Montparnasse
- 1975 : Lit cage de Georges Michel, mise en scène de l'auteur, théâtre de la Cour des Miracles
- 1975 : Un tramway nommé Désir de Tennessee Williams, mise en scène Michel Fagadau, théâtre de l'Atelier
- 1978 : La Maison des cœurs brisés de George Bernard Shaw, mise en scène Jean Mercure, théâtre de la Ville
- 1979 : Autour de Mortin de Robert Pinget, mise en scène Jacques Seiler, théâtre Essaïon
- 1980 : Madame est sortie de Pascal Jardin, mise en scène Pierre Boutron, comédie des Champs-Élysées
- 1981 : Le Bonheur des dames d'après Émile Zola, mise en scène Jacques Échantillon, théâtre de la Ville, Les Tréteaux du Midi
- 1981 : Du vent dans les branches de sassafras de René de Obaldia, mise en scène Jacques Rosny, théâtre de la Madeleine
- 1982 : La Bagarre de Roger Vitrac, mise en scène Jacques Seiler, théâtre de l'Atelier (reprise en 1984)
- 1984 :  La Maison d'os de Roland Dubillard, mise en scène Jacques Seiler, studio des Champs-Élysées
- 1986 : Un drôle de cadeau de Jean Bouchaud, mise en scène de l'auteur, théâtre des Célestins
- 1986 : Clérambard de Marcel Aymé, mise en scène Jacques Rosny, comédie des Champs-Élysées et en tournée : La Langouste
- 1987 : Autour de Mortin de Robert Pinget, mise en scène Jacques Seiler, théâtre Tristan-Bernard
- 1988 : Albertine en cinq temps de Michel Tremblay, mise en scène André Brassard, studio des Champs-Élysées
- 1989 : Monsieur Songe de Robert Pinget, mise en scène Jacques Seiler, théâtre de Poche Montparnasse
- 1990 : Monsieur Songe de Robert Pinget, mise en scène Jacques Seiler, théâtre de l'Œuvre
- 1990 : On n'échappe pas à son destin (Album de famille) de Louis-Charles Sirjacq, mise en scène Jacques Seiler, théâtre Mouffetard
- 1991 : Le Cimetière des éléphants de Jean-Paul Daumas, mise en scène Gilles Guillot, théâtre de la Plaine
- 1992 : Sarcophagus de Vladimir Gubariev, mise en scène Jean-Luc Tardieu, Maison de la Culture de Loire-Atlantique
- 1992 : Monsieur Klebs et Rozalie de René de Obaldia, mise en scène Jacques Rosny, théâtre 14
- 1994 : Théo ou le Temps neuf de Robert Pinget, mise en scène Jacques Seiler, théâtre Mouffetard
- 1993 : La Peau des autres de Jordan Plevnes, mise en scène Jacques Seiler, théâtre Silvia Monfort
- 1996 : Fin d'été à Baccarat de Philippe Minyana, mise en scène Gilles Guillot, théâtre 14
- 2002 : La Griffe (A71) de Claude d'Anna et Laure Bonin, mise en scène Annick Blancheteau, théâtre Fontaine
- 2005 : 1962, le dernier voyage de Mehdi Charef, mise en scène Kader Boukhanef et Azize Kabouche, théâtre Montparnasse

## Filmographie

### Cinéma
- 1965 : Merveilleuse Angélique de Bernard Borderie : Jacqueline
- 1971 : Le Soldat Laforêt de Guy Cavagnac
- 1972 : Le Rempart des Béguines de Guy Casaril
- 1975 : On a retrouvé la septième compagnie de Robert Lamoureux : la fille folle des soldats
- 1979 : Les héros n'ont pas froid aux oreilles de Charles Nemes
- 1981 : Viens chez moi, j'habite chez une copine de Patrice Leconte
- 1981 : Les Babas-cool  de François Leterrier : Tania
- 1982 : Que les gros salaires lèvent le doigt ! de Denys Granier-Deferre : Madame Ciré
- 1983 : Le Jeune Marié de Bernard Stora : la mère de Nina
- 1984 : Notre histoire de Bertrand Blier
- 1985 : Le Mariage du siècle de Philippe Galland : la dame du vestiaire
- 1990 : Tatie Danielle d'Étienne Chatiliez : une infirmière
- 1994 : Le Sourire de Claude Miller : Gaby
- 1994 : Petits arrangements avec les morts de Pascale Ferran : la mère
- 1994 : Consentement mutuel de Bernard Stora : la directrice de l’école
- 1996 : Un héros très discret de Jacques Audiard : la femme du général
- 1998 : Un grand cri d'amour de Josiane Balasko : Bernadette
- 1998 : En plein cœur de Pierre Jolivet : Lili
- 1998 : Agathe tricote de Catherine Lecoq (court-métrage)
- 1999 : Le Plus Beau Pays du monde de Marcel Bluwal
- 1999 : La Débandade de Claude Berri : Monique
- 2000 : Les Blessures assassines de Jean-Pierre Denis
- 2001 : Félix et Lola de Patrice Leconte : Madame Irzou
- 2001 : L'Art (délicat) de la séduction de Richard Berry : Mme Ackermann
- 2001 : Se souvenir des belles choses de Zabou Breitman
- 2003 : Lune d'Hubert Gillet (court-métrage)
- 2003 : Le Bison (et sa voisine Dorine) d'Isabelle Nanty
- 2004 : L'Équipier de Philippe Lioret : Huberte
- 2007 : Écoute le temps d'Alanté Kavaïté
- 2010 : La Rafle de Rose Bosch : Ida Weissmann : Grand-mère Ida
- 2012 : Parlez-moi de vous de Pierre Pinaud : Joëlle Goulain

### Télévision
- 1963 : Les Cinq Dernières Minutes, Une affaire de famille [5] de Jean-Pierre Marchand : la concierge
- 1971 : Au théâtre ce soir : Huit femmes de Robert Thomas, mise en scène Jean Le Poulain, réalisation Pierre Sabbagh, théâtre Marigny : Louise, la femme de chambre
- 1973 : Les Nouvelles Aventures de Vidocq, épisode "Vidocq et l'archange" de Marcel Bluwal
- 1979 : Le Petit Théâtre d'Antenne 2 : Le Bifteck de Robert Pinget, réalisation Jean Brard
- 1980 : La Peau de chagrin de Michel Favart : Mme Vauquer
- 1990 : Clérambard de Marcel Bluwal
- 1991 : Les Ritals de Marcel Bluwal
- 1995 : L'Impossible Monsieur Papa de Denys Granier-Deferre
- 1995 : Lise ou l'Affabulatrice de Marcel Bluwal
- 1995 : Pasteur, cinq années de rage de Luc Béraud
- 1996 : La Guerre des moutons de Rémy Burkel
- 1997 : Rachel et ses amours de Jacob Berger : Esther
- 1997 : Mon amour de Pierre Joassin
- 1997 : Julie Lescaut, épisode Cellules mortelles de Charlotte Brandström
- 1998-2011 : Louis la Brocante  (30 épisodes) : Marthe-Jeanne Bédus, la mère supérieure
- 1998 : Mon père des jours impairs d'André Chandelle
- 1998 : Maigret et l'Inspecteur Cadavre (tv) de Pierre Joassin : la postière
- 1998 : La Grande Béké d'Alain Maline
- 1998 : Marceeel !!! d'Agnès Delarive (voix)
- 1998 : Mes enfants étrangers d'Olivier Langlois : Janou
- 1998 : Bébé volé de Florence Strauss
- 1998 : À nous deux la vie d'Alain Nahum
- 1998 : De gré ou de force de Fabrice Cazeneuve : Moretton
- 1998 : La Femme du veuf de Michel Favart
- 1998 : Anne Le Guen, épisode L'Excursion de Daniel Janneau
- 1999 : Parents à mi-temps : Chassés-croisés, téléfilm de Caroline Huppert : Mamie
- 1999 : Brigade des mineurs de Michaëla Watteaux
- 2000 : L'Amour sur un fil de Michaëla Watteaux : Louise
- 2001 : Vent de poussières de Renaud Bertrand : Rose
- 2001 : Boulevard du palais, épisode Une justice en béton de Vincent Monnet : Madame Lemaire
- 2001 : Agathe et le Grand Magasin de Bertrand Arthuys
- 2003 : Les Thibault de Jean-Daniel Verhaeghe : Mademoiselle De Waize
- 2004 : Procès de famille d'Alain Tasma : Mme Pieri
- 2004 : Faites le 15 d'Étienne Dhaene
- 2004 : Le Père Goriot de Jean-Daniel Verhaeghe : Mme Vauquer, la tenancière de la pension Vauquer
- 2004 : Une autre vie de Luc Béraud : Lucienne
- 2004 : À trois c’est mieux de Laurence Katrian : Madame Cussac
- 2004 : Louis Page, épisode Un vieil ami de Jean-Daniel Verhaeghe
- 2005 : La Visite de Pierre Sisser : la mère supérieure
- 2006 : Petits meurtres en famille d'Edwin Baily : Mme Dupré, la chef cuisinière
- 2007 : Famille d’accueil, épisode Hugo de Marion Sarraut
- 2007 : Marie Humbert, le secret d'une mère de Marc Angelo
- 2007 : Le Canapé rouge de Marc Angelo
- 2009 : Blackout de René Manzor
- 2009 : Services sacrés, épisode Peinture vive de Vicenzo Merano
- 2011 : L'Épervier de Stéphane Clavier : Léonie

## Doublage
- 1990 : Misery : Virginia (Frances Sternhagen)

## Distinctions

### Récompenses
- Prix du Syndicat de la critique 1979 : Meilleure comédienne pour La Maison des cœurs brisés et Autour de Mortin

### Nominations
- Molières 1993 : Meilleure comédienne dans un second rôle pour Monsieur Klebs et Rosalie
- Molières 2002 : Meilleure comédienne dans un second rôle pour La Griffe (A71)